# LGTN
LGTN‏ (Eukaryotic translation initiation factor 2D) هوَ بروتين يُشَفر بواسطة جين LGTN في الإنسان.